# Gnamptogenys bufonis
Gnamptogenys bufonis är en myrart som först beskrevs av Mann 1926.  Gnamptogenys bufonis ingår i släktet Gnamptogenys och familjen myror. Inga underarter finns listade i Catalogue of Life.